# Malzéville
Malzéville – miejscowość i gmina we Francji, w regionie Grand Est, w departamencie Meurthe i Mozela.
Według danych na rok 1990 gminę zamieszkiwało 8090 osób, a gęstość zaludnienia wynosiła 1073 osób/km² (wśród 2335 gmin Lotaryngii Malzéville plasuje się na 46. miejscu pod względem liczby ludności, natomiast pod względem powierzchni na miejscu 787.).

## Populacja

Populacja Malzéville w latach 1962–2008